# Port-Menier

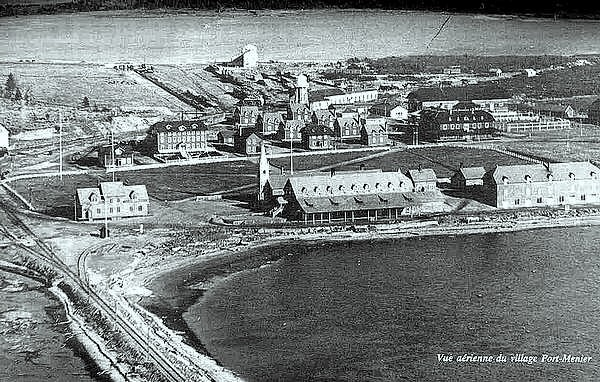
Port-Menier, Anticosti, w 1922 roku

Port-Menier – mała osada na wyspie Anticosti w kanadyjskiej prowincji Quebec. Port-Menier znajduje się na obszarze gminy L'Île-d'Anticosti. Wyspa została odkryta podczas ekspedycji Jacques'a Cartiera w 1534 roku, natomiast pierwsi osadnicy, pod zwierzchnictwem Louisa Joillieta pojawili się w 1680 roku. Osada portowa została wybudowana około 1895 roku z inicjatywy przedsiębiorcy Henriego Meniera.
Populacja wyspy podwaja się w czasie lata z powodu pracowników sezonowych i turystów. Gospodarka opiera się głównie na turystyce i leśnictwie.